# ザイクロン
ザイクロン（Zyklon）は、ノルウェーのブラッケンド・デスメタルバンド。1998年に結成され、2010年解散。バンド名は、ツィクロンBとは何の関係もなく、サイクロンという単語がノルウェーではsyklonと綴られていることが、バンド名の由来である。

## バイオグラフィー
エンペラーで活動していたサモスとタリムの2人で結成。当初は、エンペラーの楽曲をアレンジしてジャムセッションを行っていた2人が、エンペラーがライヴを行わなくなってきたため、サモスが温めてきたアイデアである、「サモスのデスメタル志向の楽曲を演奏するバンド」として、ザイクロンを結成した。ザイクロンでは、サモス (Samoth)はザモス (Zamotn)と名乗るようになった。
結成後、ザモスがザイクロン用の楽曲を充実させるようになる。2000年頃にマイクルスコグで活動しているデストラクターが加入。スリーピース編成となった。この後、ザモスとデストラクターを中心に楽曲を洗練させる。同年秋に、ソービョーン・アッカーハウゲンをプロデューサーに迎えて、アルバムを作成。以降、ソービョーン・アッカーハウゲンがアルバムの音楽プロデューサーを務めるようになる。この時点で、正式なベーシストとボーカリストが居なかったため、ザモスがギターとベース、デストラクターがリードギターとベースを担当している。ボーカリストには、リンボニック・アートのディーモンがセッションで参加した。2001年に、キャンドルライト・レコードから1stアルバム『World ov Worms』をリリースし、デビューする。デビュー後に、エンペラーが解散し、ザモスとタリムはザイクロンをメインバンドとして活動するようになる。
デビュー後、ライヴツアーを行う。この際にミュルクスコグのセクトデーモン (Vo、B)がセッションで参加しており、その後正式メンバーとして加入した。セクトデーモンの加入で、不在だったベーシストとボーカリストが補充され、ザモスとデストラクターがギターに専念するようになった。2004年に2ndアルバム『Aeon』をリリース。リリース後に、再びツアーを行う。また、日本で開催されたEXTREME THE DOJO Vol.9にダーク・フューネラル、ゴートホアと共に出演した。2006年にライヴDVD『Storm Detonation Live』をリリース。同DVDには、2004年にPartySan Festivalでのライヴが収録された。また、同年には3rdアルバム『Disintegrate』をリリース。
2010年1月、解散を発表した。解散後の、2010年7月にCDボックスセット『The Storm Manifesto』をリリース。同ボックスセットは、ザイクロンの1stアルバムから3rdアルバムがセットになったものであった。
正式メンバーではなかったものの、元エンペラーのドラマー、ボルド・ファウスト・エイトゥン (Bård "Faust" Eithun)がすべての作詞を担っていた。

## メンバー

### 解散時のメンバー
- セクトデーモン Secthdamon - ボーカル、ベース (2001-2010)

Myrkskog（ミュルクスコグ）で活動。ボーカル、ベース以外にドラムとギターもこなすマルチプレイヤーである。
- ザモス Zamoth - ギター (1998-2010)

エンペラー、ザ・レッチド・エンド、アークチュラスで活動。
- デストラクター Destructhor - リードギター (2000-2010)

ミュルクスコグ、モービッド・エンジェルで活動。
- タリム Trym - ドラムス (1998-2010)

エンペラー、エンスレイヴドで活動。

### セッション・メンバー
- ディーモン Daemon - リードボーカル

1stアルバム『World ov Worms』に参加。
リンボニック・アートで活動。
- トリックスター・G Trickster G - クリーン・ボーカル

1stアルバム『World ov Worms』に参加。
- ソービョーン・アッカーハウゲン Thorbjørn Akkerhaugen - プログラミング、アレンジ

1stアルバム『World ov Worms』に参加。
ザイクロンの全アルバムの音楽プロデューサーも務めた。
- ペルセフォネ Persephone - フィメール・ボーカル

1stアルバム『World ov Worms』に参加。
- Cosmocrator - ベース

2001年のライヴに参加。
ザ・レッチド・エンドで活動。

### その他
- ボルド・ファウスト・エイトゥン Bård "Faust" Eithun - 作詞

全楽曲の作詞を担当。正式メンバーにはなっていない。
エンペラー、ブラッド・ツナミ、モンゴ・ニンジャ、アボリムで活動。

## ディスコグラフィ

### アルバム
- ワールド・オヴ・ワームス - World ov Worms (2001)
- イーオン - Aeon (2003)
- ディスインテグレイト - Disintegrate (2006)

### ボックス・セット
- The Storm Manifesto (2010)

### スプリット
- Zyklon / Red Harvest (Split with Red Harvest) (2003)

### DVD
- Storm Detonation Live (2006)

## 日本公演
- 2004年 EXTREME THE DOJO Vol,9
- 2008年 EXTREME THE DOJO Vol,18